# 1689 Floris-Jan
1689 Floris-Jan è un asteroide della fascia principale. Scoperto nel 1930, presenta un'orbita caratterizzata da un semiasse maggiore pari a 2,4494601 UA e da un'eccentricità di 0,2052243, inclinata di 6,38123° rispetto all'eclittica.
L'asteroide è dedicato a Floris-Jan van der Meulen, cinquemillesimo visitatore di una mostra astronomica presso l'Osservatorio di Leida.